# Rio das Tropas
Rio das Tropas är ett vattendrag i Brasilien.   Det ligger i delstaten Pará, i den centrala delen av landet, 1 500 km nordväst om huvudstaden Brasília.
I omgivningarna runt Rio das Tropas växer i huvudsak städsegrön lövskog. Runt Rio das Tropas är det mycket glesbefolkat, med 2 invånare per kvadratkilometer.